# Olympische Sommerspiele 2020/Teilnehmer (Kasachstan)
| Gelbes Symbol für Goldmedaillen mit stilisierten Olympischen Ringen | Graues Symbol für Silbermedaillen mit stilisierten Olympischen Ringen | Braundes Symbol für Bronzemedaillen mit stilisierten Olympischen Ringen |
| ------------------------------------------------------------------- | --------------------------------------------------------------------- | ----------------------------------------------------------------------- |
| —                                                                   | —                                                                     | 8                                                                       |

Kasachstan nahm an den Olympischen Spielen 2020 in Tokio mit 97 Sportler in 21 Sportarten teil. Es war die insgesamt achte Teilnahme an Olympischen Sommerspielen.

## Medaillengewinner

### Bronze
| Name                   | Sportart     | Wettkampf                                 |
| ---------------------- | ------------ | ----------------------------------------- |
| Säken Bibossynow       | Boxen        | Fliegengewicht bis 52 kg (Männer)         |
| Qamschybek Qongqabajew | Boxen        | Superschwergewicht ab 91 kg               |
| Sülfija Tschinschanlo  | Gewichtheben | Klasse bis 55 kg (Frauen)                 |
| Igor Son               | Gewichtheben | Klasse bis 61 kg (Männer)                 |
| Jeldos Smetow          | Judo         | Superleichtgewicht bis 60 kg (Männer)     |
| Sofja Berulzewa        | Karate       | Kumite über 61 kg (Frauen)                |
| Darchan Assadilow      | Karate       | Kumite bis 67 kg (Männer)                 |
| Nurislam Sanajew       | Ringen       | Freistil Bantamgewicht bis 57 kg (Männer) |

## Teilnehmer nach Sportarten

### Bogenschießen
| Athleten                                    | Wettbewerb | Qualifikation | Qualifikation | 1. Runde    | 1. Runde | 2. Runde      | 2. Runde      | Achtelfinale  | Achtelfinale  | Viertelfinale | Viertelfinale | Halbfinale    | Halbfinale    | Finale        | Finale        | Rang |
| Athleten                                    | Wettbewerb | Ringe         | Rang          | Gegner      | Ergebnis | Gegner        | Ergebnis      | Gegner        | Ergebnis      | Gegner        | Ergebnis      | Gegner        | Ergebnis      | Gegner        | Ergebnis      | Rang |
| ------------------------------------------- | ---------- | ------------- | ------------- | ----------- | -------- | ------------- | ------------- | ------------- | ------------- | ------------- | ------------- | ------------- | ------------- | ------------- | ------------- | ---- |
| Männer                                      |            |               |               |             |          |               |               |               |               |               |               |               |               |               |               |      |
| Ilfat Abdullin                              | Einzel     | 657           | 27            | J. Woodgate | 7:3      | S. Wijler     | 6:4           | L. Jialun     | 4:6           | ausgeschieden | ausgeschieden | ausgeschieden | ausgeschieden | ausgeschieden | ausgeschieden | 9    |
| Denis Gankin                                | Einzel     | 669           | 9             | Y. Tolba    | 6:4      | M. Nespoli    | 2:6           | ausgeschieden | ausgeschieden | ausgeschieden | ausgeschieden | ausgeschieden | ausgeschieden | ausgeschieden | ausgeschieden | 17   |
| Sanjar Mussajew                             | Einzel     | 647           | 52            | W. Dapeng   | 4:6      | ausgeschieden | ausgeschieden | ausgeschieden | ausgeschieden | ausgeschieden | ausgeschieden | ausgeschieden | ausgeschieden | ausgeschieden | ausgeschieden | 33   |
| Ilfat Abdullin Denis Gankin Sanjar Mussajew | Mannschaft | 1973          | 8             | —           | —        | —             | —             | Indien        | 2:6           | ausgeschieden | ausgeschieden | ausgeschieden | ausgeschieden | ausgeschieden | ausgeschieden | 9    |

### Boxen
| Athleten               | Wettbewerb                  | 1. Runde  | 1. Runde | Achtelfinale  | Achtelfinale | Viertelfinale | Viertelfinale | Halbfinale    | Halbfinale    | Finale        | Finale        | Rang   |
| Athleten               | Wettbewerb                  | Gegner    | Ergebnis | Gegner        | Ergebnis     | Gegner        | Ergebnis      | Gegner        | Ergebnis      | Gegner        | Ergebnis      | Rang   |
| ---------------------- | --------------------------- | --------- | -------- | ------------- | ------------ | ------------- | ------------- | ------------- | ------------- | ------------- | ------------- | ------ |
| Frauen                 |                             |           |          |               |              |               |               |               |               |               |               |        |
| Nadeschda Rjabez       | Mittelgewicht bis 75 kg     | —         | —        | T. Thibeault  | 1:4          | ausgeschieden | ausgeschieden | ausgeschieden | ausgeschieden | ausgeschieden | ausgeschieden | 9      |
| Männer                 |                             |           |          |               |              |               |               |               |               |               |               |        |
| Säken Bibossynow       | Fliegengewicht bis 52 kg    | Y. Rivera | 4:1      | B. Bennama    | 5:0          | G. Escobar    | 3:2           | G. Yafai      | 2:3           | ausgeschieden | ausgeschieden | Bronze |
| Serik Temirschanow     | Federgewicht bis 57 kg      | R. Gálos  | 5:0      | D. Ragan      | 0:5          | ausgeschieden | ausgeschieden | ausgeschieden | ausgeschieden | ausgeschieden | ausgeschieden | 9      |
| Sakir Safiullin        | Leichtgewicht bis 63 kg     | L. Pezo   | 5:0      | D. Narimatsu  | w.o.         | H. Garside    | 2:3           | ausgeschieden | ausgeschieden | ausgeschieden | ausgeschieden | 5      |
| Abylaichan Schüssipow  | Weltergewicht bis 69 kg     | Freilos   | Freilos  | D. Johnson    | 1:4          | ausgeschieden | ausgeschieden | ausgeschieden | ausgeschieden | ausgeschieden | ausgeschieden | 9      |
| Äbilchan Amanqul       | Mittelgewicht bis 75 kg     | Freilos   | Freilos  | F. Qahramonov | 5:0          | H. Conceição  | 2:3           | ausgeschieden | ausgeschieden | ausgeschieden | ausgeschieden | 5      |
| Beksad Nurdäuletow     | Halbschwergewicht bis 81 kg | Freilos   | Freilos  | I. Chatajew   | 1:4          | ausgeschieden | ausgeschieden | ausgeschieden | ausgeschieden | ausgeschieden | ausgeschieden | 9      |
| Wassili Lewit          | Schwergewicht bis 91 kg     | Freilos   | Freilos  | E. Reyes      | KO2          | ausgeschieden | ausgeschieden | ausgeschieden | ausgeschieden | ausgeschieden | ausgeschieden | 9      |
| Qamschybek Qongqabajew | Superschwergewicht ab 91 kg | Freilos   | Freilos  | Y. Hafez      | 5:0          | I. Werjassow  | 4:1           | R. Torrez     | RSC           | ausgeschieden | ausgeschieden | Bronze |

### Fechten
| Athleten        | Wettbewerb   | 1. Runde | 1. Runde | 2. Runde   | 2. Runde | Achtelfinale | Achtelfinale | Viertelfinale | Viertelfinale | Halbfinale / Klassifikation | Halbfinale / Klassifikation | Finale / Platzierung | Finale / Platzierung | Rang |
| Athleten        | Wettbewerb   | Gegner   | Ergebnis | Gegner     | Ergebnis | Gegner       | Ergebnis     | Gegner        | Ergebnis      | Gegner                      | Ergebnis                    | Gegner               | Ergebnis             | Rang |
| --------------- | ------------ | -------- | -------- | ---------- | -------- | ------------ | ------------ | ------------- | ------------- | --------------------------- | --------------------------- | -------------------- | -------------------- | ---- |
| Männer          |              |          |          |            |          |              |              |               |               |                             |                             |                      |                      |      |
| Ruslan Kurbanow | Degen Einzel | Freilos  | Freilos  | M. Fichera | 15:7     | M. Yamada    | 8:15         | ausgeschieden | ausgeschieden | ausgeschieden               | ausgeschieden               | ausgeschieden        | ausgeschieden        | 9    |

### Gewichtheben
| Athleten              | Wettbewerb              | Reißen  | Reißen | Stoßen  | Stoßen | Zweikampf | Zweikampf | Rang   |
| Athleten              | Wettbewerb              | Gewicht | Rang   | Gewicht | Rang   | Gewicht   | Rang      | Rang   |
| --------------------- | ----------------------- | ------- | ------ | ------- | ------ | --------- | --------- | ------ |
| Frauen                |                         |         |        |         |        |           |           |        |
| Sülfija Tschinschanlo | Federgewicht bis 55 kg  | 90 kg   | 7      | 123 kg  | 3      | 213 kg    | 3         | Bronze |
| Männer                |                         |         |        |         |        |           |           |        |
| Igor Son              | Bantamgewicht bis 61 kg | 131 kg  | 4      | 163 kg  | 3      | 294 kg    | 3         | Bronze |

### Judo
| Athleten                  | Wettbewerb | 1. Runde   | 1. Runde | 2. Runde      | 2. Runde | Achtelfinale  | Achtelfinale  | Viertelfinale | Viertelfinale | Halbfinale / Trostrunde | Halbfinale / Trostrunde | Finale / Platz 3 | Finale / Platz 3 | Rang   |
| Athleten                  | Wettbewerb | Gegner     | Ergebnis | Gegner        | Ergebnis | Gegner        | Ergebnis      | Gegner        | Ergebnis      | Gegner                  | Ergebnis                | Gegner           | Ergebnis         | Rang   |
| ------------------------- | ---------- | ---------- | -------- | ------------- | -------- | ------------- | ------------- | ------------- | ------------- | ----------------------- | ----------------------- | ---------------- | ---------------- | ------ |
| Frauen                    |            |            |          |               |          |               |               |               |               |                         |                         |                  |                  |        |
| Galbadrachyn Otgontsetseg | bis 48 kg  | Li Y.      | 0s1:10s2 | —             | —        | ausgeschieden | ausgeschieden | ausgeschieden | ausgeschieden | ausgeschieden           | ausgeschieden           | ausgeschieden    | ausgeschieden    | 17     |
| Männer                    |            |            |          |               |          |               |               |               |               |                         |                         |                  |                  |        |
| Jeldos Smetow             | bis 60 kg  | Freilos    | Freilos  | —             | —        | M. Akkuş      | 10:0          | K. Won-jin    | 10s1:0s1      | N. Takato               | 0s2:1s2                 | T. Tsjakadoea    | 1s2:0s1          | Bronze |
| Jerlan Sericzhanow        | bis 66 kg  | O. Səfərov | 1s2:0s2  | —             | —        | M. Lombardo   | 0s1:1s1       | ausgeschieden | ausgeschieden | ausgeschieden           | ausgeschieden           | ausgeschieden    | ausgeschieden    | 9      |
| Zhansay Smagulov          | bis 73 kg  | Freilos    | Freilos  | F. Karapetjan | 1s2:0s2  | A. Margelidon | 1s2:10        | ausgeschieden | ausgeschieden | ausgeschieden           | ausgeschieden           | ausgeschieden    | ausgeschieden    | 9      |
| Didar Khamza              | bis 81 kg  | Freilos    | Freilos  | S. Mollaei    | 0s1:10s1 | ausgeschieden | ausgeschieden | ausgeschieden | ausgeschieden | ausgeschieden           | ausgeschieden           | ausgeschieden    | ausgeschieden    | 17     |
| Islam Bosbajew            | bis 90 kg  | R. Macedo  | 10:0     | M. Mehdiyev   | 0s2:1    | ausgeschieden | ausgeschieden | ausgeschieden | ausgeschieden | ausgeschieden           | ausgeschieden           | ausgeschieden    | ausgeschieden    | 17     |

### Kanu

#### Kanurennsport
| Athleten                             | Wettbewerb | Vorlauf      | Vorlauf | Viertelfinale | Viertelfinale | Halbfinale    | Halbfinale    | Finale        | Finale        | Rang |
| Athleten                             | Wettbewerb | Zeit         | Rang    | Zeit          | Rang          | Zeit          | Rang          | Zeit          | Rang          | Rang |
| ------------------------------------ | ---------- | ------------ | ------- | ------------- | ------------- | ------------- | ------------- | ------------- | ------------- | ---- |
| Frauen                               |            |              |         |               |               |               |               |               |               |      |
| Margarita Torlopowa                  | C-1 200 m  | 49,721 s     | 6       | 49,051 s      | 7             | ausgeschieden | ausgeschieden | ausgeschieden | ausgeschieden | 29   |
| Margarita Torlopowa Swetlana Ussowa  | C-2 500 m  | 2:09,024 min | 5       | 2:06,179 min  | 4             | —             | —             | 2:04,859 min  | 4             | 12   |
| Natalja Sergejewa                    | K-1 200 m  | 46,657 s     | 6       | 46,736 s      | 7             | ausgeschieden | ausgeschieden | ausgeschieden | ausgeschieden | 30   |
| Natalja Sergejewa                    | K-1 500 m  | 2:01,374 min | 7       | 1:55,776 min  | 6             | ausgeschieden | ausgeschieden | ausgeschieden | ausgeschieden | 36   |
| Männer                               |            |              |         |               |               |               |               |               |               |      |
| Sergei Jemeljanow                    | C-1 1000 m | 4:16,039 min | 5       | 4:21,734 min  | 4             | ausgeschieden | ausgeschieden | ausgeschieden | ausgeschieden | 24   |
| Sergei Jemeljanow Timofei Jemeljanow | C-2 1000 m | 3:49,079 min | 4       | 3:55,157 min  | 4             | —             | —             | 3:32,873 min  | 4             | 12   |

#### Kanuslalom
| Athleten            | Wettbewerb | Vorlauf  | Vorlauf | Halbfinale    | Halbfinale    | Finale        | Finale        | Rang |
| Athleten            | Wettbewerb | Zeit     | Rang    | Zeit          | Rang          | Zeit          | Rang          | Rang |
| ------------------- | ---------- | -------- | ------- | ------------- | ------------- | ------------- | ------------- | ---- |
| Frauen              |            |          |         |               |               |               |               |      |
| Jekaterina Smirnowa | K-1        | 135,25 s | 25      | ausgeschieden | ausgeschieden | ausgeschieden | ausgeschieden | 25   |
| Männer              |            |          |         |               |               |               |               |      |
| Alexander Kulikow   | C-1        | 107,43 s | 15      | 110,23 s      | 12            | ausgeschieden | ausgeschieden | 12   |

### Karate

#### Kumite
| Athleten            | Wettbewerb        | Gruppenphase | Gruppenphase | Halbfinale    | Halbfinale    | Finale        | Finale        | Rang   |
| Athleten            | Wettbewerb        | Punkte       | Rang         | Gegner        | Ergebnis      | Gegner        | Ergebnis      | Rang   |
| ------------------- | ----------------- | ------------ | ------------ | ------------- | ------------- | ------------- | ------------- | ------ |
| Frauen              |                   |              |              |               |               |               |               |        |
| Möldir Schangbyrbai | Kumite bis 55 kg  | 3            | 4            | ausgeschieden | ausgeschieden | ausgeschieden | ausgeschieden | 7      |
| Sofja Berulzewa     | Kumite über 61 kg | 5            | 2            | F. Abdelaziz  | 4:5           | ausgeschieden | ausgeschieden | Bronze |
| Männer              |                   |              |              |               |               |               |               |        |
| Darchan Assadilow   | Kumite bis 67 kg  | 8            | 1            | S. Da Costa   | 2:5           | ausgeschieden | ausgeschieden | Bronze |
| Nurqanat Äschiqanow | Kumite bis 75 kg  | 4            | 4            | ausgeschieden | ausgeschieden | ausgeschieden | ausgeschieden | 7      |
| Danijar Juldaschew  | Kumite über 75 kg | 0            | 4            | ausgeschieden | ausgeschieden | ausgeschieden | ausgeschieden | 7      |

### Leichtathletik
Laufen und Gehen 
| Athleten           | Wettbewerb  | 1. Runde | 1. Runde | Halbfinale    | Halbfinale    | Finale        | Finale        | Rang          |
| Athleten           | Wettbewerb  | Zeit     | Rang     | Zeit          | Rang          | Zeit          | Rang          | Rang          |
| ------------------ | ----------- | -------- | -------- | ------------- | ------------- | ------------- | ------------- | ------------- |
| Frauen             |             |          |          |               |               |               |               |               |
| Olga Safronowa     | 200 m       | 23,64 s  | 6        | ausgeschieden | ausgeschieden | ausgeschieden | ausgeschieden | ausgeschieden |
| Zhanna Mamazhanova | Marathon    | —        | —        | —             | —             | 2:37:42 h     | 46            | 46            |
| Aiman Ratowa       | 20 km Gehen | —        | —        | —             | —             | 1:40:02 h     | 42            | 42            |
| Männer             |             |          |          |               |               |               |               |               |
| Michail Litwin     | 400 m       | 47,15 s  | 7        | ausgeschieden | ausgeschieden | ausgeschieden | ausgeschieden | ausgeschieden |
| Georgi Scheiko     | 20 km Gehen | —        | —        | —             | —             | 1:28:38 h     | 39            | 39            |

Springen und Werfen
| Athleten                | Wettbewerb | Qualifikation | Qualifikation | Finale        | Finale        | Rang |
| Athleten                | Wettbewerb | Weite/Höhe    | Rang          | Weite/Höhe    | Rang          | Rang |
| ----------------------- | ---------- | ------------- | ------------- | ------------- | ------------- | ---- |
| Frauen                  |            |               |               |               |               |      |
| Irina Ektowa            | Dreisprung | 12,90 m       | 31            | ausgeschieden | ausgeschieden | 31   |
| Marija Owtschinnikowa   | Dreisprung | 13,34 m       | 26            | ausgeschieden | ausgeschieden | 26   |
| Olga Rypakowa           | Dreisprung | 13,69 m       | 24            | ausgeschieden | ausgeschieden | 24   |
| Nadeschda Dubowizkaja   | Hochsprung | 1,86 m        | 28            | ausgeschieden | ausgeschieden | 28   |
| Kristina Owtschinnikowa | Hochsprung | 1,86 m        | 28            | ausgeschieden | ausgeschieden | 28   |

### Moderner Fünfkampf
| Athleten          | Fechten | Fechten | Schwimmen   | Schwimmen | Reiten  | Reiten | Combined     | Combined | Punkte | Rang |
| Athleten          | Bilanz  | Punkte  | Zeit        | Punkte    | Zeit    | Punkte | Zeit         | Punkte   | Punkte | Rang |
| ----------------- | ------- | ------- | ----------- | --------- | ------- | ------ | ------------ | -------- | ------ | ---- |
| Frauen            |         |         |             |           |         |        |              |          |        |      |
| Elena Potapenko   | 20+2    | 222     | 2:13,99 min | 283       | 84,19 s | 289    | 12:52,37 min | 528      | 1322   | 13   |
| Männer            |         |         |             |           |         |        |              |          |        |      |
| Pawel Iljaschenko | 15+1    | 191     | 2:06,99 min | 297       | 89,64 s | 270    | 12:10,28 min | 570      | 1328   | 29   |

### Radsport

#### Bahn
| Athleten          | Wettbewerb | Qualifikation | Qualifikation | 1. Runde      | 1. Runde      | Finals        | Finals        | Rang |
| Athleten          | Wettbewerb | Zeit          | Rang          | Zeit          | Rang          | Zeit          | Rang          | Rang |
| ----------------- | ---------- | ------------- | ------------- | ------------- | ------------- | ------------- | ------------- | ---- |
| Männer            |            |               |               |               |               |               |               |      |
| Sergei Ponomarjow | Sprint     | 9,932 s       | 29            | ausgeschieden | ausgeschieden | ausgeschieden | ausgeschieden | 29   |
| Sergei Ponomarjow | Keirin     | DNF           | –             | + 0,124 s     | 3             | ausgeschieden | ausgeschieden | 20   |

Omnium
| Männer          |        |    |   |    |    |    |    |   |    |    |    |
| Artjom Sacharow | Omnium | 34 | 4 | 12 | 15 | 16 | 13 | 0 | 15 | 62 | 14 |

#### Straße
| Athleten       | Wettbewerb       | Zeit         | Rang |
| -------------- | ---------------- | ------------ | ---- |
| Männer         |                  |              |      |
| Dmitri Grusdew | Straßenrennen    | DNF          | –    |
| Alexei Luzenko | Straßenrennen    | 6:11:46 h    | 21   |
| Wadim Pronski  | Straßenrennen    | DNF          | –    |
| Alexei Luzenko | Einzelzeitfahren | 1:02:21,67 h | 32   |

### Ringen

#### Freier Stil
Legende: G = Gewonnen, V = Verloren, S = Schultersieg
| Athleten             | Wettbewerb        | Achtelfinale  | Achtelfinale | Viertelfinale | Viertelfinale | Halbfinale    | Halbfinale    | Hoffnungsrunde Halbfinale | Hoffnungsrunde Halbfinale | Hoffnungsrunde Finale | Hoffnungsrunde Finale | Finale        | Finale        | Rang   |
| Athleten             | Wettbewerb        | Gegner        | Ergebnis     | Gegner        | Ergebnis      | Gegner        | Ergebnis      | Gegner                    | Ergebnis                  | Gegner                | Ergebnis              | Gegner        | Ergebnis      | Rang   |
| -------------------- | ----------------- | ------------- | ------------ | ------------- | ------------- | ------------- | ------------- | ------------------------- | ------------------------- | --------------------- | --------------------- | ------------- | ------------- | ------ |
| Frauen               |                   |               |              |               |               |               |               |                           |                           |                       |                       |               |               |        |
| Walentina Islamowa   | Klasse bis 50 kg  | L. Yépez      | V 6:9        | ausgeschieden | ausgeschieden | ausgeschieden | ausgeschieden | ausgeschieden             | ausgeschieden             | ausgeschieden         | ausgeschieden         | ausgeschieden | ausgeschieden | 11     |
| Tatjana Amanschol    | Klasse bis 53 kg  | R. Zasina     | V 2:3        | ausgeschieden | ausgeschieden | ausgeschieden | ausgeschieden | ausgeschieden             | ausgeschieden             | ausgeschieden         | ausgeschieden         | ausgeschieden | ausgeschieden | 12     |
| Elmira Sysdykowa     | Klasse bis 76 kg  | A. Medet Kysy | V 1:8        | ausgeschieden | ausgeschieden | ausgeschieden | ausgeschieden | ausgeschieden             | ausgeschieden             | ausgeschieden         | ausgeschieden         | ausgeschieden | ausgeschieden | 13     |
| Männer               |                   |               |              |               |               |               |               |                           |                           |                       |                       |               |               |        |
| Nurislam Sanajew     | Klasse bis 57 kg  | D. Iuna Fafé  | G 7:0        | Y. Takahashi  | G 4:4         | K. Ravi       | V 9:7S        | —                         | —                         | G. Wangelow           | G 5:1                 | ausgeschieden | ausgeschieden | Bronze |
| Däulet Nijasbekow    | Klasse bis 65 kg  | A. Valdés     | G 21:11      | H. Əliyev     | V 1:9         | ausgeschieden | ausgeschieden | A. Diatta                 | G 10:0                    | Bajrang               | V 0:8                 | ausgeschieden | ausgeschieden | 5      |
| Danijar Kaissanow    | Klasse bis 74 kg  | K. Otoguro    | G 2S:2       | A. Hussen     | G 8:5         | S. Sidakow    | V 0:11        | —                         | —                         | B. Abdurahmonov       | V 2:13                | ausgeschieden | ausgeschieden | 5      |
| Älischer Jerghali    | Klasse bis 97 kg  | M. Fardj      | G w.o.       | S. Karadeniz  | V 7:8         | ausgeschieden | ausgeschieden | ausgeschieden             | ausgeschieden             | ausgeschieden         | ausgeschieden         | ausgeschieden | ausgeschieden | 7      |
| Jussup Batyrmursajew | Klasse bis 125 kg | G. Cudinovic  | V 10:2S      | ausgeschieden | ausgeschieden | ausgeschieden | ausgeschieden | ausgeschieden             | ausgeschieden             | ausgeschieden         | ausgeschieden         | ausgeschieden | ausgeschieden | 12     |

#### Griechisch-römischer Stil
Legende: G = Gewonnen, V = Verloren, S = Schultersieg
| Athleten             | Wettbewerb       | Achtelfinale       | Achtelfinale | Viertelfinale | Viertelfinale | Halbfinale    | Halbfinale    | Hoffnungsrunde Halbfinale | Hoffnungsrunde Halbfinale | Hoffnungsrunde Finale | Hoffnungsrunde Finale | Finale        | Finale        | Rang |
| Athleten             | Wettbewerb       | Gegner             | Ergebnis     | Gegner        | Ergebnis      | Gegner        | Ergebnis      | Gegner                    | Ergebnis                  | Gegner                | Ergebnis              | Gegner        | Ergebnis      | Rang |
| -------------------- | ---------------- | ------------------ | ------------ | ------------- | ------------- | ------------- | ------------- | ------------------------- | ------------------------- | --------------------- | --------------------- | ------------- | ------------- | ---- |
| Männer               |                  |                    |              |               |               |               |               |                           |                           |                       |                       |               |               |      |
| Meirambek Ainaghulow | Klasse bis 60 kg | S. Scharschenbekow | V 0:8        | ausgeschieden | ausgeschieden | ausgeschieden | ausgeschieden | ausgeschieden             | ausgeschieden             | ausgeschieden         | ausgeschieden         | ausgeschieden | ausgeschieden | 16   |
| Demeu Schadyrajew    | Klasse bis 77 kg | S. Yabiku          | V 3:5        | ausgeschieden | ausgeschieden | ausgeschieden | ausgeschieden | ausgeschieden             | ausgeschieden             | ausgeschieden         | ausgeschieden         | ausgeschieden | ausgeschieden | 9    |
| Nursultan Tursynow   | Klasse bis 87 kg | D. Kudla           | V 1:4        | ausgeschieden | ausgeschieden | ausgeschieden | ausgeschieden | ausgeschieden             | ausgeschieden             | ausgeschieden         | ausgeschieden         | ausgeschieden | ausgeschieden | 14   |

### Rudern
| Athleten           | Wettbewerb | Vorlauf     | Vorlauf | Vorlauf       | Hoffnungslauf / Viertelfinale | Hoffnungslauf / Viertelfinale | Hoffnungslauf / Viertelfinale | Halbfinale  | Halbfinale | Halbfinale    | Finale      | Finale | Rang |
| Athleten           | Wettbewerb | Zeit        | Platz   | Qualifikation | Zeit                          | Platz                         | Qualifikation                 | Zeit        | Platz      | Qualifikation | Zeit        | Platz  | Rang |
| ------------------ | ---------- | ----------- | ------- | ------------- | ----------------------------- | ----------------------------- | ----------------------------- | ----------- | ---------- | ------------- | ----------- | ------ | ---- |
| Männer             |            |             |         |               |                               |                               |                               |             |            |               |             |        |      |
| Wladislaw Jakowlew | Einer      | 7:10,08 min | 3       | Viertelfinale | 7:39,47 min                   | 6                             | Halbfinale C/D                | 7:03,53 min | 5          | Finale D      | 7:03,37 min | 1      | 19   |

### Schießen
| Athleten        | Wettbewerb                                 | Qualifikation   | Qualifikation | Finale          | Finale        | Rang |
| Athleten        | Wettbewerb                                 | Ringe/ Scheiben | Rang          | Ringe/ Scheiben | Rang          | Rang |
| --------------- | ------------------------------------------ | --------------- | ------------- | --------------- | ------------- | ---- |
| Frauen          |                                            |                 |               |                 |               |      |
| Zoya Kravchenko | Skeet                                      | 113             | 22            | ausgeschieden   | ausgeschieden | 22   |
| Assem Orynbay   | Skeet                                      | 111             | 26            | ausgeschieden   | ausgeschieden | 26   |
| Männer          |                                            |                 |               |                 |               |      |
| Juri Jurkow     | 10 m Luftgewehr                            | 621,9           | 36            | ausgeschieden   | ausgeschieden | 36   |
| Juri Jurkow     | 50 m Kleinkalibergewehr Dreistellungskampf | 1172            | 14            | ausgeschieden   | ausgeschieden | 14   |

### Schwimmen
| Athleten        | Wettbewerb       | Vorlauf     | Vorlauf | Halbfinale    | Halbfinale    | Finale        | Finale        | Rang |
| Athleten        | Wettbewerb       | Zeit        | Rang    | Zeit          | Rang          | Zeit          | Rang          | Rang |
| --------------- | ---------------- | ----------- | ------- | ------------- | ------------- | ------------- | ------------- | ---- |
| Frauen          |                  |             |         |               |               |               |               |      |
| Diana Nasarowa  | 100 m Rücken     | 1:06,99 min | 40      | ausgeschieden | ausgeschieden | ausgeschieden | ausgeschieden | 40   |
| Männer          |                  |             |         |               |               |               |               |      |
| Dmitri Balandin | 100 m Brust      | 59,75 s     | 17      | ausgeschieden | ausgeschieden | ausgeschieden | ausgeschieden | 17   |
| Dmitri Balandin | 200 m Brust      | 2:08,99 min | 7       | 2:09,22 min   | 11            | ausgeschieden | ausgeschieden | 11   |
| Witali Kudjakow | 10 km Freiwasser | —           | —       | —             | —             | 1:57:53,7 h   | 21            | 21   |

### Sportklettern
Mit seiner Finalteilnahme bei den Weltmeisterschaften in Japan hat sich Rischat Chaibullin für die Teilnahme am olympischen Kombinationswettbewerb im Sportklettern qualifiziert.
| Athleten           | Wettbewerb             | Qualifikation | Qualifikation | Qualifikation | Qualifikation | Qualifikation | Finale        | Finale        | Finale        | Finale        | Finale        | Rang |
| Athleten           | Wettbewerb             | Speed         | Bouldern      | Schwierigkeit | Punkte        | Rang          | Speed         | Bouldern      | Schwierigkeit | Punkte        | Rang          | Rang |
| ------------------ | ---------------------- | ------------- | ------------- | ------------- | ------------- | ------------- | ------------- | ------------- | ------------- | ------------- | ------------- | ---- |
| Männer             |                        |               |               |               |               |               |               |               |               |               |               |      |
| Rischat Chaibullin | Olympische Kombination | 4             | 17            | 13            | 884           | 11            | ausgeschieden | ausgeschieden | ausgeschieden | ausgeschieden | ausgeschieden | 11   |

### Synchronschwimmen
| Athletinnen                            | Wettbewerb | Qualifikation     | Qualifikation     | Qualifikation  | Qualifikation  | Qualifikation | Qualifikation | Finale         | Finale         | Finale           | Finale           |
| Athletinnen                            | Wettbewerb | Technische Kür TK | Technische Kür TK | Freie Kür FK-Q | Freie Kür FK-Q | Gesamt        | Gesamt        | Freie Kür FK-F | Freie Kür FK-F | Gesamt TK + FK-F | Gesamt TK + FK-F |
| Athletinnen                            | Wettbewerb | Punkte            | Rang              | Punkte         | Rang           | Punkte        | Rang          | Punkte         | Rang           | Punkte           | Rang             |
| -------------------------------------- | ---------- | ----------------- | ----------------- | -------------- | -------------- | ------------- | ------------- | -------------- | -------------- | ---------------- | ---------------- |
| Frauen                                 |            |                   |                   |                |                |               |               |                |                |                  |                  |
| Jekaterina Nemitsch Alexandra Nemitsch | Duett      | 83,8667           | 17                | 83,2338        | 17             | 167,1005      | 16            | ausgeschieden  | ausgeschieden  | ausgeschieden    | ausgeschieden    |

### Taekwondo
| Athleten         | Wettbewerb        | Achtelfinale | Achtelfinale | Viertelfinale | Viertelfinale | Hoffnungsrunde Halbfinale | Hoffnungsrunde Halbfinale | Halbfinale    | Halbfinale    | Hoffnungsrunde Finale | Hoffnungsrunde Finale | Finale        | Finale        | Rang |
| Athleten         | Wettbewerb        | Gegner       | Erg.         | Gegner        | Erg.          | Gegner                    | Erg.                      | Gegner        | Erg.          | Gegner                | Erg.                  | Gegner        | Erg.          | Rang |
| ---------------- | ----------------- | ------------ | ------------ | ------------- | ------------- | ------------------------- | ------------------------- | ------------- | ------------- | --------------------- | --------------------- | ------------- | ------------- | ---- |
| Frauen           |                   |              |              |               |               |                           |                           |               |               |                       |                       |               |               |      |
| Schansel Denis   | Klasse über 67 kg | S. Osipova   | 10:9         | B. Walkden    | 7:17          | ausgeschieden             | ausgeschieden             | ausgeschieden | ausgeschieden | ausgeschieden         | ausgeschieden         | ausgeschieden | ausgeschieden | 9    |
| Männer           |                   |              |              |               |               |                           |                           |               |               |                       |                       |               |               |      |
| Ruslan Scharapow | Klasse über 80 kg | A. Bachmann  | 11:7         | K.-d. In      | 2:10          | ausgeschieden             | ausgeschieden             | ausgeschieden | ausgeschieden | ausgeschieden         | ausgeschieden         | ausgeschieden | ausgeschieden | 9    |

### Tennis
| Athleten                           | Wettbewerb | 1. Runde                    | 1. Runde           | 2. Runde      | 2. Runde       | Achtelfinale  | Achtelfinale  | Viertelfinale | Viertelfinale | Halbfinale    | Halbfinale     | Finale / Platz 3 | Finale / Platz 3 |
| Athleten                           | Wettbewerb | Gegner                      | Ergebnis           | Gegner        | Ergebnis       | Gegner        | Ergebnis      | Gegner        | Ergebnis      | Gegner        | Ergebnis       | Gegner           | Ergebnis         |
| ---------------------------------- | ---------- | --------------------------- | ------------------ | ------------- | -------------- | ------------- | ------------- | ------------- | ------------- | ------------- | -------------- | ---------------- | ---------------- |
| Frauen                             |            |                             |                    |               |                |               |               |               |               |               |                |                  |                  |
| Jelena Rybakina                    | Einzel     | S. Stosur                   | 6:4, 6:2           | R. Peterson   | 6:2, 6:3       | D. Vekić      | 7:63, 6:4     | G. Muguruza   | 7:5, 6:1      | B. Bencic     | 6:72, 6:4, 3:6 | E. Switolina     | 6:1, 6:75, 4:6   |
| Julija Putinzewa                   | Einzel     | N. Podoroska                | 6:74, 3:1 Aufgabe  | ausgeschieden | ausgeschieden  | ausgeschieden | ausgeschieden | ausgeschieden | ausgeschieden | ausgeschieden | ausgeschieden  | ausgeschieden    | ausgeschieden    |
| Jaroslawa Schwedowa                | Einzel     | A. Tomljanović              | 5:7, 2:3 Aufgabe   | ausgeschieden | ausgeschieden  | ausgeschieden | ausgeschieden | ausgeschieden | ausgeschieden | ausgeschieden | ausgeschieden  | ausgeschieden    | ausgeschieden    |
| Sarina Dijas                       | Einzel     | B. Krejčíková               | 2:5 Aufgabe        | ausgeschieden | ausgeschieden  | ausgeschieden | ausgeschieden | ausgeschieden | ausgeschieden | ausgeschieden | ausgeschieden  | ausgeschieden    | ausgeschieden    |
| Männer                             |            |                             |                    |               |                |               |               |               |               |               |                |                  |                  |
| Alexander Bublik                   | Einzel     | D. Medwedew                 | 4:6, 6:78          | ausgeschieden | ausgeschieden  | ausgeschieden | ausgeschieden | ausgeschieden | ausgeschieden | ausgeschieden | ausgeschieden  | ausgeschieden    | ausgeschieden    |
| Michail Kukuschkin                 | Einzel     | F. Coria                    | 7:64, 7:5          | I. Iwaschka   | 7:64, 3:6, 3:6 | ausgeschieden | ausgeschieden | ausgeschieden | ausgeschieden | ausgeschieden | ausgeschieden  | ausgeschieden    | ausgeschieden    |
| Alexander Bublik Andrei Golubew    | Doppel     | J. Chardy / G. Monfils      | 7:64, 6:73, [7:10] | —             | —              | ausgeschieden | ausgeschieden | ausgeschieden | ausgeschieden | ausgeschieden | ausgeschieden  | ausgeschieden    | ausgeschieden    |
| Mixed                              |            |                             |                    |               |                |               |               |               |               |               |                |                  |                  |
| Jaroslawa Schwedowa Andrei Golubew | Mixed      | E. Shibahara / B. McLachlan | 3:6, 6:73          | —             | —              | —             | —             | ausgeschieden | ausgeschieden | ausgeschieden | ausgeschieden  | ausgeschieden    | ausgeschieden    |

### Tischtennis
| Athleten            | Wettbewerb | 1. Runde   | 1. Runde | 2. Runde         | 2. Runde      | 3. Runde      | 3. Runde      | Achtelfinale  | Achtelfinale  | Viertelfinale | Viertelfinale | Halbfinale    | Halbfinale    | Finale/Platz 3 | Finale/Platz 3 | Rang  |
| Athleten            | Wettbewerb | Gegner     | Erg.     | Gegner           | Erg.          | Gegner        | Erg.          | Gegner        | Erg.          | Gegner        | Erg.          | Gegner        | Erg.          | Gegner         | Erg.           | Rang  |
| ------------------- | ---------- | ---------- | -------- | ---------------- | ------------- | ------------- | ------------- | ------------- | ------------- | ------------- | ------------- | ------------- | ------------- | -------------- | -------------- | ----- |
| Frauen              |            |            |          |                  |               |               |               |               |               |               |               |               |               |                |                |       |
| Anastassiya Lavrova | Einzel     | María Xiao | 1:4      | ausgeschieden    | ausgeschieden | ausgeschieden | ausgeschieden | ausgeschieden | ausgeschieden | ausgeschieden | ausgeschieden | ausgeschieden | ausgeschieden | ausgeschieden  | ausgeschieden  | 49–64 |
| Männer              |            |            |          |                  |               |               |               |               |               |               |               |               |               |                |                |       |
| Kirill Gerassimenko | Einzel     | —          | —        | Lubomír Jančařík | 4:3           | Timo Boll     | 1:4           | ausgeschieden | ausgeschieden | ausgeschieden | ausgeschieden | ausgeschieden | ausgeschieden | ausgeschieden  | ausgeschieden  | 17–32 |

### Turnen

#### Gerätturnen
| Athleten     | Wettbewerb       | Qualifikation | Qualifikation | Finale        | Finale        | Rang |
| Athleten     | Wettbewerb       | Punkte        | Rang          | Punkte        | Rang          | Rang |
| ------------ | ---------------- | ------------- | ------------- | ------------- | ------------- | ---- |
| Männer       |                  |               |               |               |               |      |
| Milad Karimi | Barren           | 13,400        | 57            | ausgeschieden | ausgeschieden | 57   |
| Milad Karimi | Boden            | 14,766        | 8             | 14,133        | 5             | 5    |
| Milad Karimi | Pauschenpferd    | 11,900        | 68            | ausgeschieden | ausgeschieden | 68   |
| Milad Karimi | Reck             | 14,766        | 2             | 11,266        | 8             | 8    |
| Milad Karimi | Ringe            | 13,300        | 49            | ausgeschieden | ausgeschieden | 49   |
| Milad Karimi | Sprung           | 13,866        | 17            | ausgeschieden | ausgeschieden | 17   |
| Milad Karimi | Mehrkampf Einzel | 82,565        | 25            | 82,530        | 14            | 14   |

#### Rhythmische Sportgymnastik
| Athletinnen       | Wettbewerb | Qualifikation | Qualifikation | Finale        | Finale        | Rang |
| Athletinnen       | Wettbewerb | Punkte        | Rang          | Punkte        | Rang          | Rang |
| ----------------- | ---------- | ------------- | ------------- | ------------- | ------------- | ---- |
| Frauen            |            |               |               |               |               |      |
| Alina Adilchanowa | Einzel     | 83,800        | 21            | ausgeschieden | ausgeschieden | 21   |

### Wasserball
| Wettbewerb         | Männer |
| ------------------ | --- |
| Athleten           | Madikhan Makhmetov Jewgeni Medwedew Miras Aubakirov Dušan Marković Alexei Schmider Danil Artyukh Murat Shakenov Srđan Vuksanović Rustam Ukumanov Mikhail Ruday Altai Altajew Stanislaw Schwedow Pavel Lipilin |
| Trainer            | Dejan Stanojević |
| Gruppenphase       | Kroatien (7:23) Serbien (5:19) Spanien (4:16) Montenegro (12:19) Australien (7:15) |
| Viertelfinale      | ausgeschieden |
| Platzierungsspiele | ausgeschieden |
| Halbfinale         | ausgeschieden |
| Finale             | ausgeschieden |
| Platzierung        | 11 |